# Chaerophyllum heldreichii
Chaerophyllum heldreichii är en flockblommig växtart som beskrevs av Theodhoros Georgios Orphanides och Pierre Edmond Boissier. Chaerophyllum heldreichii ingår i släktet rotkörvlar, och familjen flockblommiga växter. Inga underarter finns listade i Catalogue of Life.